# 永乐店站
永乐店站是西安铁路局所属的位于中國陕西省咸阳市泾阳县永乐镇的一个四等铁路车站，邮政编码713702，距咸阳站36公里，距离中华人民共和国领土几何中心仅1.5公里，因此也被称为“中国最中心的火车站”。车站始建于1939年5月，1941年11月投入使用，有咸铜铁路经过该站，现办理货运业务。2022年8月咸铜铁路完成电气化后，该站图定开行货物列车30.5列，暂不办理客运业务。

## 历史
- 1935年，陇海铁路管理局建议与陕西省政府合资修筑咸铜铁路支线，由咸阳站东端引出，沿渭河北岸向东北行驶，经长陵、肖家村至毕家崖以深堑通过，随后沿泾河南岸向西设线至高庄设站，之后向北跨河，经过永乐店后去往三原，随后继续向东引线。[2]
- 1940年前后，永乐店站建成。
- 1956年，永乐店站改线由永乐镇西马路南段西侧东迁至原点东四路西侧500米处，原址周边修建陕西省齿轮厂家属区。[2]
- 2021年5月，中国国家铁路集团有限公司及陕西省人民政府联合批复了《咸铜铁路、梅七铁路电气化改造工程可行性研究报告》，标志着永乐店站所在咸铜铁路的电气化项目即将进入正式实施阶段。[4][5]
- 2022年8月，永乐店站完成电气化。[3]截至目前，西安铁路局开行的7001/7004次、8355/8358次和8357/8356次列车均经过该站，但都不在该站办理乘降业务。

## 邻近车站

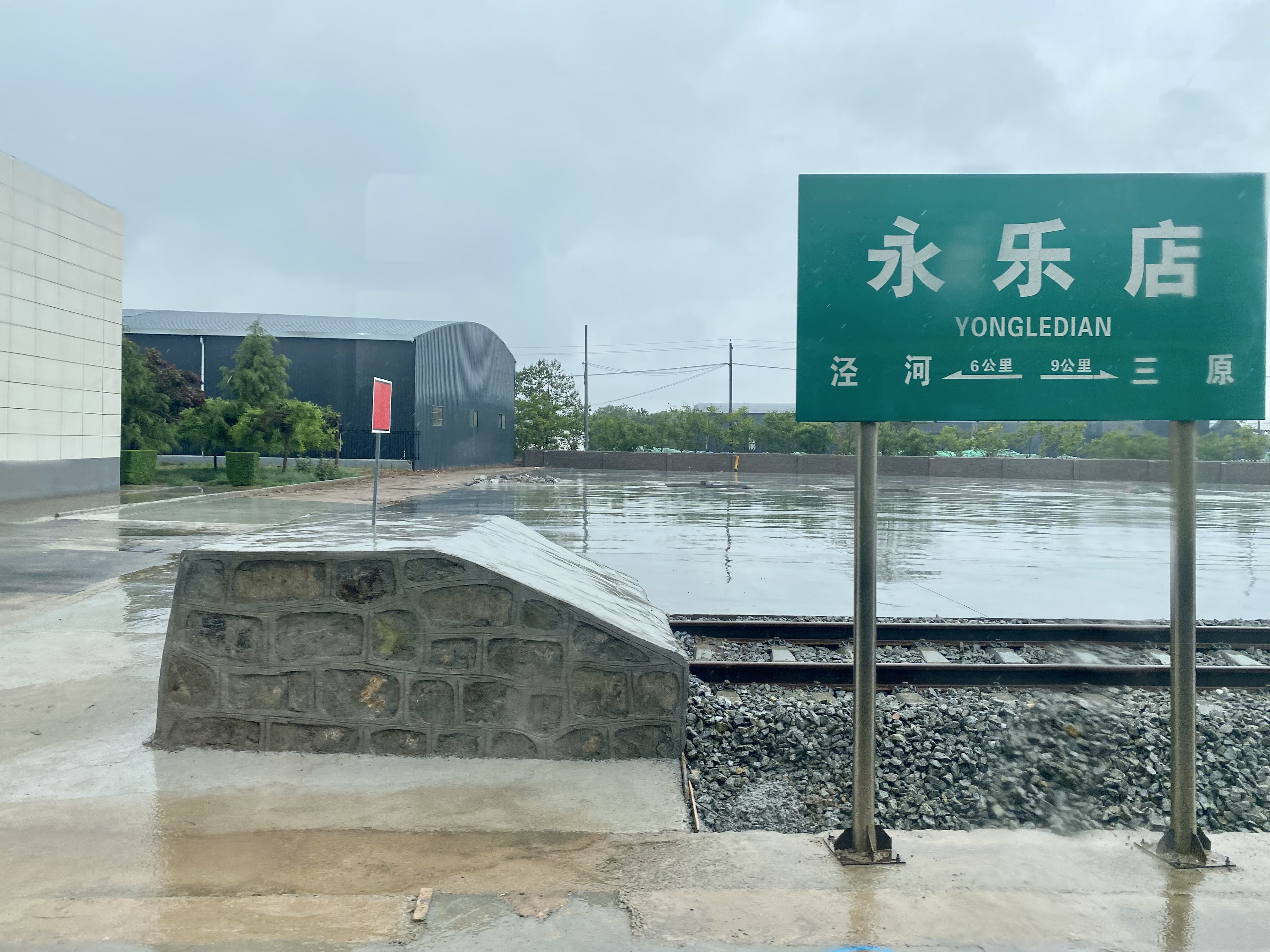
永乐店站内站台上的方向指引牌